# Tethycometes sibogae
Tethycometes sibogae är en svampdjursart som beskrevs av Sarà 1994. Tethycometes sibogae ingår i släktet Tethycometes och familjen Tethyidae.
Artens utbredningsområde är havet kring Indonesien. Inga underarter finns listade i Catalogue of Life.